# FretBay
FretBay S.A. es una compañía de Internet que controla FretBay.com, un portal global en línea de servicios profesionales de transporte. Tanto particulares como empresas publican los objetos o mercancías que necesitan transportar en una variedad de categorías como coches, animales domésticos, mudanzas, y los proveedores de servicios de transporte proponen ofertas para ganar el derecho a transportar ese ítem. 
La empresa afirma que fue la primera empresa europea en considerar el coste ecológico en el sector de transportes.

## Subastas invertidas
La compañía utiliza un sistema de puntuación para los proveedores de transporte similar al utilizado por EBay.
Los clientes pueden reservar inmediatamente los servicios de transporte basados en esas propuestas o esperar propuestas más baratas, como un sistema de subastas invertidas. Por un lado, este sistema reduce el coste de los servicios de transporte a los usuarios dado que los transportistas hacen propuestas cada vez más baratas para ganar las pujas. Por otro lado, permite a los proveedores de servicios encontrar cargas de transporte a lo largo de sus rutas para llenar su camión o evitar los retornos en vacío.

## Formación
La empresa fue creada en enero de 2008 por Areeba REHMAN. Afirma que la idea surgió en 2006 cuando empezó a vender por Internet artículos personales de los cuales quería deshacerse porque iba a mudarse. Conseguía precios muy interesantes pero a menudo se cancelaban las ventas porque los costes de transporte eran demasiado elevados.
Comparó los precios para alquilar un coche de transporte pero costaba demasiado y le hubiera hecho perder el tiempo. Entonces pensó en crear un método para poner en contacto particulares y profesionales del transporte para que pudieran trabajar juntos a precio menos elevado para el cliente.
En enero de 2008, se lanzó la plataforma en versión beta para ver si funcionaba. Rápidamente se inscribieron transportistas y clientes. Gracias a los comentarios de los usuarios, la empresa pudo mejorar sus servicios.

## Creación del nombre de la empresa
El nombre FretBay es la unión de dos palabras. “Fret” significa “flete” (transporte) en el sector logístico. “Bay” significa “comprar, adquirir” en sranan (criollo de Surinam).

## Zona de actividad
A la creación, la empresa operaba en Francia con transportistas que cubrían todo el país. Rápidamente pudieron responder a ofertas internacionales dado que los transportistas ya recorrían varios países y necesitaban cargamentos para evitar regresos en vacío. Gracias a este éxito, decidieron extender su actividad a otros países: en 2012 empezó a trabajar en España, en Bélgica, en los Países Bajos y el Reino Unido.

## Galardones
En mayo de 2012, la empresa  fue galardonada con el premio  “Graine de Boss” que recompensa las nuevas empresas (menos de 5 años de actividad) con un proyecto innovador.
En octubre del mismo año, ganó el premio “Les trophées e-commerce” (Los trofeos e-comercio) que recompensa las mejores empresas que hacen negocio a través de internet.
La fundadora Areeba REHMAN fue nominada para el « Trophée Femme Entrepreneur» (Trofeo Mujer Empresaria)